# Рог (приток Машока)
Рог (Рожок) — река в России, протекает по Орловской области. Правый приток реки Машок.

## География
Река Рог берёт начало у села Кудиново. Течёт на восток, пересекает автодорогу Р92. Устье реки находится у села Репнино в 8,6 км от устья реки Машок. Длина реки составляет 26 км, площадь водосборного бассейна — 90 км².

## Данные водного реестра
По данным государственного водного реестра России относится к Окскому бассейновому округу, водохозяйственный участок реки — Ока от города Орёл до города Белёв, речной подбассейн реки — бассейны притоков Оки до впадения Мокши. Речной бассейн реки — Ока.
Код объекта в государственном водном реестре — 09010100212110000018704.